# Sucedió en el fantástico Circo Tihany
Sucedió en el fantástico Circo Tihany es una película argentina de 1981, dirigida por Enrique Carreras según su propio guion escrito en colaboración con el guion de José Dominiani que se estrenó el 30 de abril de 1981 y fue protagonizada por un gran elenco que incluyó a Tincho Zabala, Tristán, Susana Traverso, Daniel Miglioranza y Adriana Parets. Este fue el 77° producto de Carreras.

## Sinopsis
Relata la historia de un crimen casi perfecto sucedido en uno de los circos más importantes del país, el Circo Tihany. Varios son los sospechosos que saldrán a la luz, pero solo uno es el responsable del asesinato del importante empresario. Solo un viejo comisario (Tincho Zabala) podrá descubrir al verdadero responsable.

## Reparto
- Tincho Zabala como el Comisario.
- Tristán como Hércules.
- Susana Traverso como Cristina.
- Daniel Miglioranza como Ricardo, "El increíble Mario".
- Adriana Parets como Miss Angélica.
- Victoria Carreras como Victoria.
- Mariano Mores como él mismo.
- Claudia Mores como la cantora.
- Nito Mores como el cantor.
- Aurora del Mar
- Juan Carlos Lamas como El Dandy.
- Sergio Malbrán como el Falso médico.
- Luis Aranda
- Frank Czeilez como Tihany.
- Rafael Chumbita
- Ballet Brandsen
- Coro Mancuso
- Rodolfo Onetto
- Oscar Roig
- Enrique Kossi como Altman.
- Julio Lagorio

## Comentarios
Daniel López en Convicción opinó:

«El largometraje número 77 de Carreras permite advertir algunas audacias estilísticas como el haber descubierto el uso del ralentí o de haberse atrevido a presentar al público un film con gran número de escenas fuera de foco. La identificación del maestro con el tema que maneja es total. El coro vocal Mancuso aparece y desaparece mágicamente de una escalera, en una misma secuencia.»

La Prensa escribió:

«Un film-circo.»

Manrupe y Portela escriben:

«Lamentable catálogo de torpezas que incluye un insoportable comienzo con aguas danzantes al son de la Caballería Rusticana. Filmado para promocionar al circo del título.»

Fernando G. Varea dice que “las películas que ponían al descubierto con más dureza a la Argentina de la dictadura militar, eran las destinadas al público infantil y a las familias” agrega que este filme fue la mera filmación de números de circo a la que se intentó encubrir con una historia policial improvisada y que “las películas dirigidas por Carreras contaban con el beneplácito e incluso el aval de los mandatarios”.